# 1636년
1636년은 화요일로 시작하는 윤년이다.

## 연호
- 명(明) 숭정(崇禎) 9년
- 후금(後金) 천총(天聰) 10년
- 청(淸) 숭덕(崇德) 원년
- 일본(日本) 간에이(寛永) 13년
- 후 레 왕조(後黎朝) 즈엉호아(陽和) 2년

## 기년
- 류큐(琉球) 쇼호왕(尚豊王) 16년
- 명(明) 의종 숭정제(毅宗 崇禎帝) 9년
- 청(淸) 태종 숭덕제(太宗 崇德帝) 10년
- 조선(朝鮮) 인조(仁祖) 14년
- 후 레 왕조(後黎朝) 신종(神宗) 18년

## 사건
- 음력 4월 - 후금의 아이신기오로 홍타이지 이 국호를 청 이라 바꾸고 스스로 황제라 칭함.
- 12월 28일(음력 12월 2일) - 청나라의 숭덕황제가 조선을 침공(병자호란).

## 문화
- 조선, 정식으로 통신사를 일본에 파견.
- 미국, 하버드 대학 설립.

## 탄생
- 4월 30일 - 소현세자의 장남 경선군.

## 사망
- 1월 16일 - 조선 16대 국왕 인조의 정비 인열왕후
- 6월 27일 - 일본 센고쿠 시대 장수 다테 마사무네
- 9월 1일 - 프랑스 수학자 마랭 메르센
- 조선 시대의 문신 이의배